# Torre de Cali
A Torre de Cali (spanyol nevének jelentése: Cali-torony) egy felhőkarcoló a kolumbiai Caliban.

## Az épület
A Cali folyó északi partján, a város nyugati részén felépült 44 szintes, 183 méteres toronyház a város legmagasabb épülete, alatta 5 szintes parkolóház található. Benne irodák és szállodai szobák működnek.

## Története
A felhőkarcoló Gonzalo Echeverri, a Goncheverri és a Gonchecol által finanszírozott építése 1978. október 27-én kezdődött és 1984 végén fejeződött be. A földrengés elleni védelmet a Roberto Caicedo nevű cég tervei alapján építették be. Eredetileg úgy tervezték, az első négy szintet üzletek, kaszinók, bárok, butikok és utazási irodák foglalják majd el, míg a többi szinten szintenként két-két, egyenként 327 m²-es lakás lesz majd, azonban számos vállalat és bank igen hamar jelezte, hogy irodáikat szívesen rendeznék be ebben az épületben a negyedik emelettől kezdve. Így egészen a 10. szintig irodákat rendeztek be, majd 1988-ban döntés született arról, hogy a 11-ediktől a 20. szintig szállodát alakítanak ki. Ennek céljából a szintenkénti két lakást 12 szállodai szobává alakították át, később az első három szinten is a hotel létesítményeit rendezték be. Ekkor az épületben 6 lift működött: kettő az első szintet kötötte össze a 22–40. szintekkel, kettő a 10. és a 20. szint között működött, egy az összes szint között, egy pedig a földszint és a föld alatt kialakított parkolóház között, majd 1995-ben a forgalom növekedése miatt egy hetedik, szintén minden emeletet elérő felvonót állítottak üzembe. A felső emeletekre különféle távközlési célú adó- és vevőberendezéseket szereltek fel.

## Képek

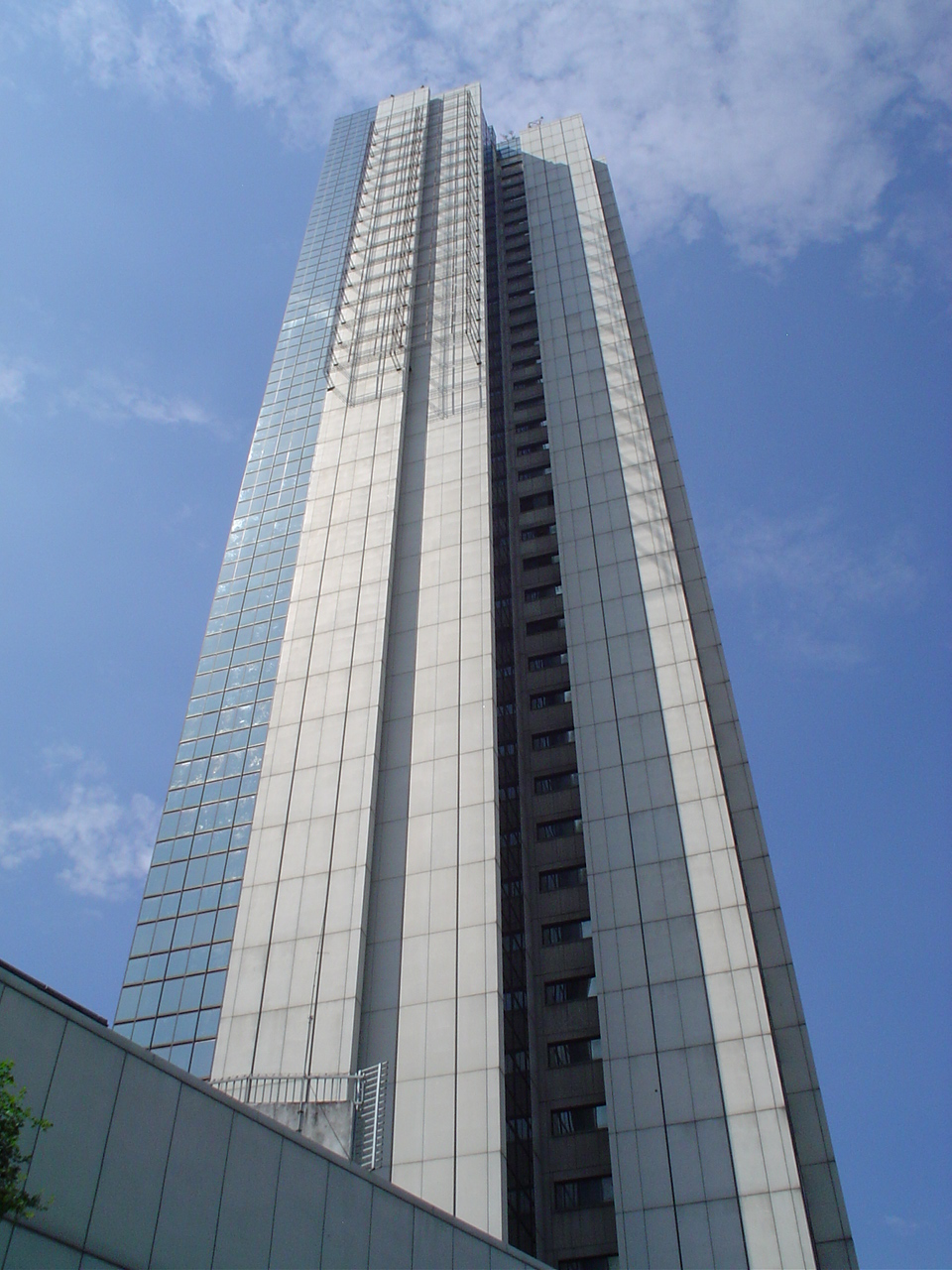
Közelről
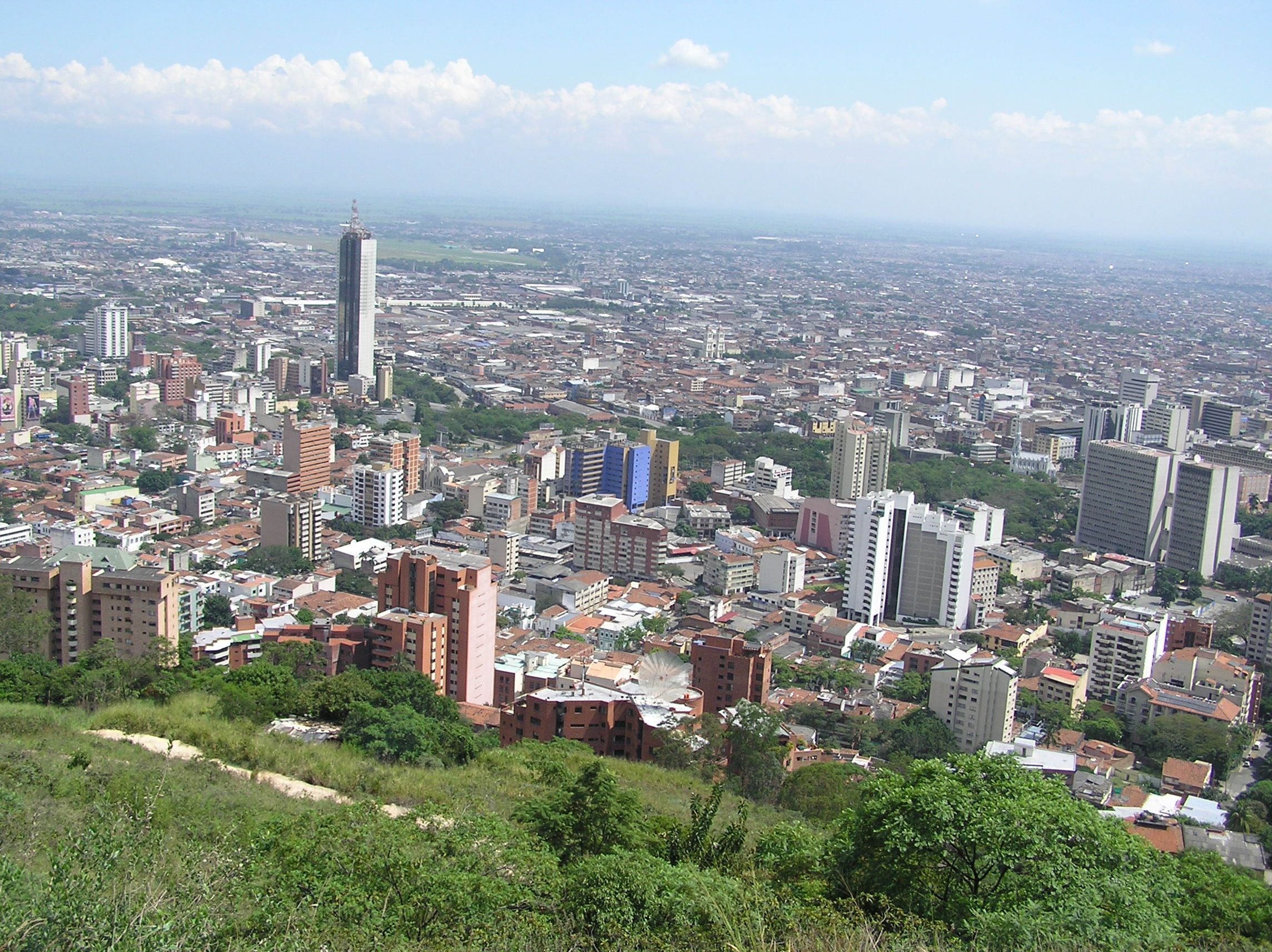
Távolról
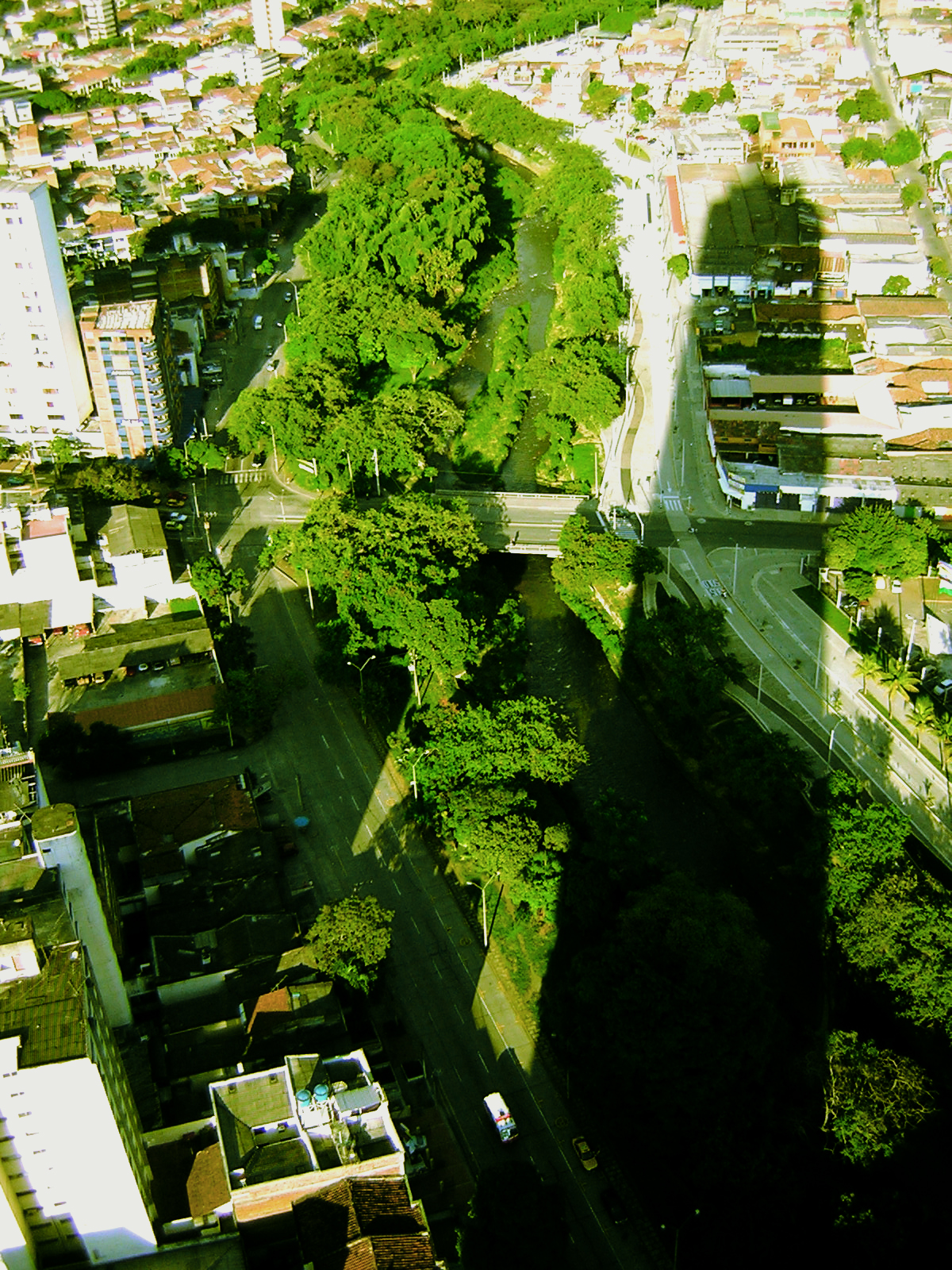
Árnyéka
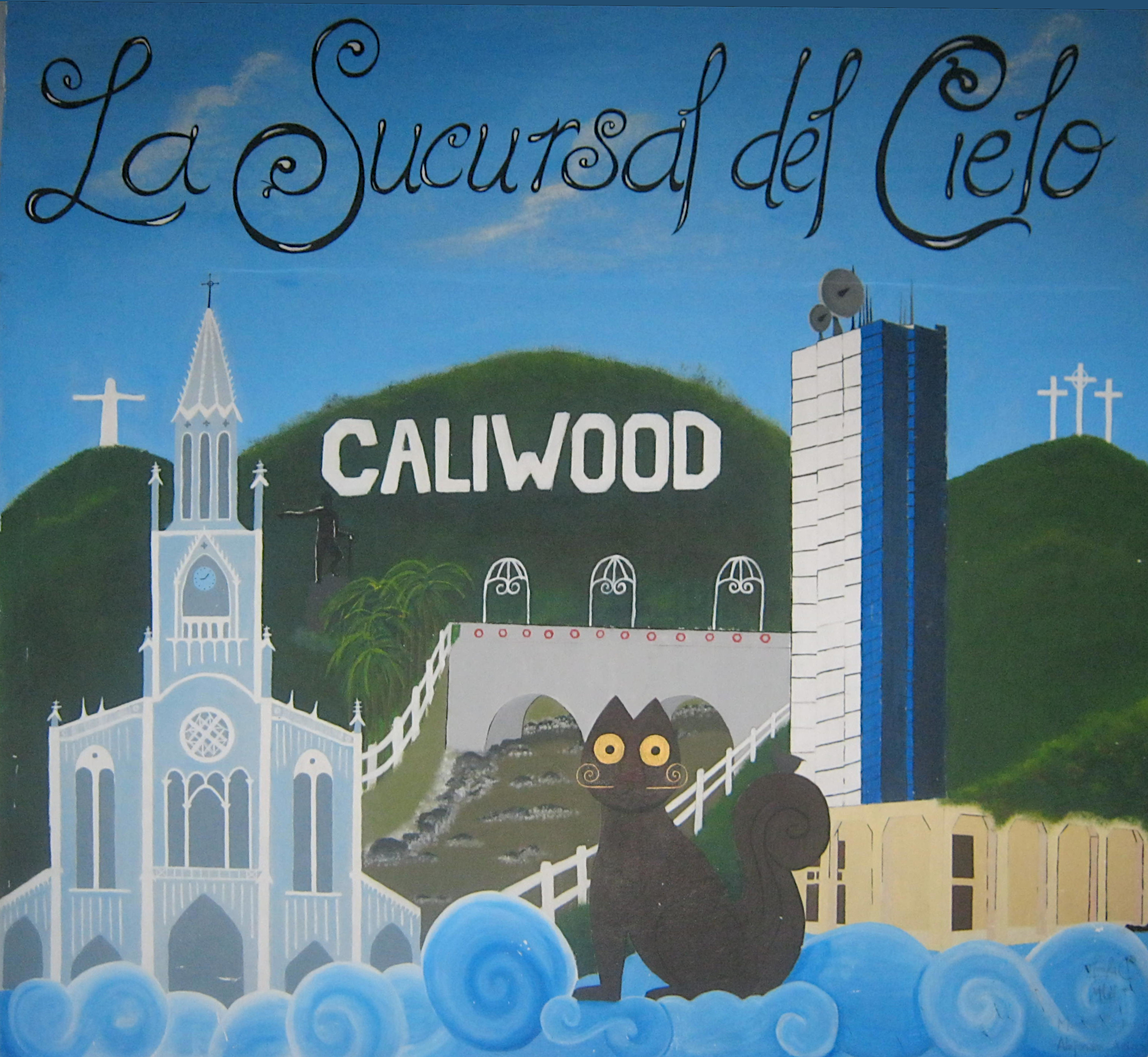
A város nevezetességei között egy falfestményen